# Christian Stoffers
Christian Stoffers (* 22. August 1973 in Münster) ist Manager im Sozial- und Gesundheitswesen und Autor von Fachbeiträgen über das Klinik-Marketing.

## Leben
Stoffers studierte Volkswirtschaftslehre an der Universität Bonn und promovierte in der Fakultät III (Betriebswirtschaftslehre) der Universität Siegen. Dort ist er auch Mitglied im regionalen Beirat. Er leitete das Geschäftsführungsreferat Kommunikation & Marketing zunächst der St.-Marien-Krankenhaus Siegen gGmbH und dann der Marien Gesellschaft Siegen gGmbH. Seit 2025 verantwortet er als Geschäftsführer den Geschäftsbereich Diakonie Soziale Dienste gGmbH bei der Diakonie in Südwestfalen. Als Autor verfasste er über 100 Beiträge zum Thema Marketing in Fachbüchern und Zeitschriften der Gesundheitswirtschaft.

## Marketing-Bücher (Auswahl)
- Modernes Klinikmarketing. KU Gesundheitsmanagement (Mediengruppe Oberfranken Fachverlage), Kulmbach 2022, ISBN 978-3-96474-524-8
- Agiles Krankenhaus-Marketing. Medizinisch Wissenschaftliche Verlagsgesellschaft, Berlin 2020, ISBN 978-3-95466-514-3
- Marketingcontrolling im Krankenhaus. KU Gesundheitsmanagement (Mediengruppe Oberfranken Fachverlage) (Mediengruppe Oberfranken Fachverlage), Kulmbach 2018, ISBN 978-3-947052-66-0
- Krankenhausmarketing 4.0. KU Gesundheitsmanagement (Mediengruppe Oberfranken Fachverlage), Kulmbach 2016, ISBN 978-3-94632-190-3.
- Strategisches Krankenhausmarketing. Medizinisch Wissenschaftliche Verlagsgesellschaft, Berlin 2016, ISBN 978-3-95466-256-2.
- Toolbook Krankenhausmarketing. Medizinisch Wissenschaftliche Verlagsgesellschaft, Berlin 2014, ISBN 978-3-95466-111-4.
- Social Media und Online-Kommunikation im Krankenhaus. Medizinisch Wissenschaftliche Verlagsgesellschaft, Berlin 2013, ISBN 3-95466-009-1